# María Colón
María Caridad Colón Rueñes (Baracoa, 25 maart 1958) is een voormalige Cubaanse atlete, die gespecialiseerd was in het speerwerpen. María Colón was de eerste Cubaanse die een olympische gouden medaille won.
Haar eerste succes behaalde María Colón in 1976 op de Centraal-Amerikaanse en Caraïbische jeugdkampioenschappen. Met 46,13 m versloeg ze in het Mexicaanse Xalapa de Mexicaanse atletes Martha Blanco (zilver) en Eva Palacios (brons) op het onderdeel speerwerpen. Op dit toernooi won ze ook een bronzen medaille bij het kogelstoten.
Op de Olympische Zomerspelen 1980 wierp Ute Richter uit Oost-Duitsland in de kwalificatie een nieuw olympisch record van 66,66. Met 62,42 behaalde María Colón in diezelfde kwalificatieronde een achtste plaats. In de finale wierp Colón bij haar eerste poging een nieuw olympisch record van 68,40 en won voor de Russische Saida Gunba en de twee Oost-Duitse speerwerpsters Ute Hommola en Ute Richter.
In 1983 won María Colón, net als in 1979, het Pan-Amerikaanse kampioenschap. Op het WK 1983 in Helsinki werd ze achtste.
María Colón is getrouwd en is moeder.

## Titels
- Olympisch kampioene speerwerpen - 1980
- Cubaans kampioene speerwerpen - 1986, 1987
- Ibero-Amerikaans kampioene speerwerpen - 1983, 1986
- Centraal-Amerikaans en Caraïbisch jeugdkampioene speerwerpen - 1976

## Persoonlijk record
| Onderdeel   | Prestatie | Datum        | Plaats |
| ----------- | --------- | ------------ | ------ |
| speerwerpen | 70,14 m   | 15 juni 1986 | Havana |

## Palmares

### kogelstoten
- 1976:  Centraal-Amerikaanse en Caraïbische jeugdkampioenschappen - 10,60 m

### speerwerpen
- 1976:  Centraal-Amerikaanse en Caraïbische jeugdkampioenschappen - 46,13 m
- 1978:  Centraal-Amerikaanse en Caraïbische Spelen - 63,40 m
- 1979:  Wereldbeker - 63,50 m
- 1979:  Pan-Amerikaanse Spelen - 62,30 m
- 1980:  OS - 68,40 m
- 1982:  Centraal-Amerikaanse en Caraïbische Spelen - 62,80 m
- 1983:  Pan-Amerikaanse Spelen - 63,76 m
- 1983: 8e WK - 62,04 m
- 1983:  Ibero-Amerikaanse kampioenschappen - 57,60 m
- 1984:  Vriendschapsspelen - 64,34 m
- 1985:  Universiade - 62,46 m
- 1985:  Centraal-Amerikaanse en Caraïbische kampioenschappen - 62,78 m
- 1986:  Ibero-Amerikaanse kampioenschappen - 61,80 m
- 1986:  Centraal-Amerikaanse en Caraïbische Spelen - 67,00 m
- 1987:  Pan-Amerikaanse Spelen - 61,66 m
- 1990:  Centraal-Amerikaanse en Caraïbische Spelen - 55,86 m